# Balladen om killen
Balladen om killen är en låt skriven och producerad av basisten Göran Lagerberg som spelades in av Örjan Ramberg år 1969. När skivan släpptes i september 1969 delades den upp i två delar, Balladen om killen, del 1 samt Balladen om killen, del 2. Lagerberg komponerade låten när han var med i rockbandet Blond som uppstod när gruppen Tages bytte namn i maj 1969. Ramberg hade tidigare spelat i rockbandet Que som höll till på Cue Club i Göteborg där Tages också brukade spela. Detta ledde till en positiv relation mellan Ramberg och medlemmarna i Tages vilket gav honom chansen att agera som stand-in i Tages när Tommy Blom blindtarmsopererades år 1967.
Texten till "Balladen om killen" är delvis baserad på Lagerbergs eget liv, men var till större del inspirerad av Ramberg. Linus Kuhlin skriver att texten "är ett komprimerat epos över en killes livsöde" som reflekterar Rambergs egen situation väldigt bra. I boken Tusen svenska klassiker nämns det att "Balladen om killen" var ett försök att skriva en svensk version av Bob Dylans "Like a Rolling Stone"; "en övertygande rocklåt med vindlande verser om att flytta hemifrån och den sexuella frihet som därmed öppnar sig", något som Kuhlin retrospektivt ansåg att Lageberg lyckades med. "Balladen om killen" är en av ytterst få låtar Lagerberg skrev på svenska då han ansåg att engelskan var "rockspråket". Musikaliskt är låten trots titeln ej en ballad utan en rocklåt.
Lagerberg ordnade studiotid den 3 augusti 1969 på Europafilmstudion i Stockholm som ett sidoprojekt till Blond. Trots det så var både Lasse Svensson och Björn Linder från Blond närvarande vid inspelning och bidrog därmed med sina respektive instrument. Då medlemmarna Danne Larsson och Anders Töpel hade lämnat gruppen vid det laget var Linder tvungen att dubba piano, orgel och kompgitarr på låten utöver sin vanliga sologitarr. Lagerberg spelade bas på låtarna och producerade dessutom den, något Anders "Henkan" Henriksson gjorde på Blonds andra inspelningar. Teknikern Björn Almstedt var däremot närvarande och la på en polissiren som hörs på skivan. Ramberg själv var närvarande vid inspelningen, och osäker över sin sånginsats valde Lagerberg själv att sjunga del 1 av låten, medan Ramberg slutligen tog sig till micken till del 2.
"Balladen om killen" släpptes ungefär en månad efter att den spelades in. Trots Lagerbergs kraftiga inblandning i skapandet av låten var endast Ramberg under sitt förnamn "Örjan" krediterad. Låten släpptes lustigt nog samtidigt av två skivbolag, CBS- och Mercury Records med två olika skivomslag. Låten lyckades aldrig bli en kommersiell hit baserat på två anledningar; dess text som ansågs som kontroversiell, samt faktumet att "Örjan" var ett så pass tvetydigt artistnamn att ingen visste vem det var. Den testades på Tio i topp-listan i december 1969 men lyckades enbart få en position av nummer 13 och röstades ut veckan därefter. Trots detta blev låten extremt populär bland underground-kretsar och spelades "väldigt flitigt på diskoteken".

## Medverkande
Information enligt Boken om Tages.
- Örjan Ramberg – sång (Del 2)
- Göran Lagerberg – bas, sång (Del 1), körsång (Del 2), producent
- Björn Linder – sologitarr, kompgitarr, orgel, piano, körsång (Del 2)
- Lasse Svensson – trummor

## Listplaceringar
| Lista (1969) | Position        |
| ------------ | --------------- |
| Sverige      | 13 (Tio i topp) |